# Melado
Melado is een gezuiverde vorm van melasse. Vaak wordt deze verrijkt met anorganische zouten. De smaak van de melado kan variëren van zoet naar zout. Vanaf een bepaald zoutgehalte spreekt men van zoute stroop.
Melado wordt gebruikt als smaakmaker in de voedingsmiddelenindustrie. Te denken valt aan drop, ketjap, soepen en sauzen.